# Замок Вільямстоун (Блекрок)
Замок Вільямстоун (англ. Williamstown Castle, Blackrock Castle) — замок Чорної Скелі, замок Блекрок — один із замків Ірландії, розташований в графстві Дублін, в місті Блекрок. Замок був збудований у 1780 році як палац. У ХІХ столітті у замку був розміщений приватний католицький коледж — коледж Чорної Скелі (Блекрок-коледж). Нині це престижний католицький коледж. Коледж був заснований у 1860 році для підготовки католицьких місіонерів. Назва Чорна Скеля населений пункт і замок отримав через своєрідну породу вапняку чорного кольору. Колись біля замку був модний курорт.